# Eriocnemis aline
Eriocnemis aline là một loài chim trong họ Trochilidae.